# روبرت جينينغز
السير روبرت يودال جينينغز (بالإنجليزية: Robert Yewdall Jennings)‏ (19 أكتوبر 1913 – 4 أغسطس 2004) كان أستاذ Whewell للقانون الدولي في جامعة كامبريدج من 1955 إلى 1982 وقاضٍ بمحكمة العدل الدولية من 1982. كما شغل منصب رئيس محكمة العدل الدولية بين عامي 1991 و 1994 واستقال من المحكمة في 10 يوليو 1995. 

## الولادة والتعليم
ولد في يوركشاير ، حيث كان والده يعمل في شركة تصنيع صغيرة وكانت والدته تعمل في طاحونة.
تلقى تعليمه في مدرسة القرية المحلية ، وبعد ذلك في مدرسة بال في غرامر سكول في برادفورد ، ذهب لدراسة التاريخ في كلية داونينج ، كامبريدج . بعد حصوله على درجة عليا من الدرجة الأولى ، قدم منح منحة قانون سكوير وبعض المساعدة من سلطته المحلية الدعم المالي الذي مكنه من المضي في دراسة القانون. مرة أخرى ، تفوقت جينينغز ، وحصلت على مرتبة الشرف من الدرجة الأولى في كلا جزأين من قانون كامبريدج Tripos وفي درجة الماجستير في القانون بعد التخرج ، وتم منحها منح ويويل وكاسيل.  حصل فيما بعد على LL. ب من نفس المؤسسة ثم فاز بزمالة جوزيف هودجز تشواتي التذكارية لجامعة هارفارد .

## مسار مهني مسار وظيفي
بعد هارفارد ، عملت جينينغز في محاضرة مساعدة في كلية لندن للاقتصاد . منذ عام 1939 ، كان زميلًا في كلية يسوع ، كامبريدج ، وحصل على ميدالية هدسون من الجمعية الأمريكية للقانون الدولي . عينت جامعة ليستر كرسيًا بعده ؛ شغل مالكولم شو المقعد حتى عام 2011. كاتيا زيغلر هي أستاذة القانون الحالية للسير روبرت جينينغز للقانون الدولي. في عام 1955 خلف السيد هيرش لوترباخت كأستاذ Whewell للقانون الدولي ، وهو المنصب الذي شغله حتى عام 1982.
خدم في المخابرات خلال الحرب العالمية الثانية .
وقد حصل على لقب فارس عام 1982. كان رئيسًا للمعهد الدولي ، وحصل على الدكتوراه الفخرية من جامعات هال وليستر وسارلاند ، بالإضافة إلى أكسفورد وكامبريدج.
كان محررًا للحولية البريطانية للقانون الدولي . شارك في تأليف (مع السير آرثر واتس ) الطبعة التاسعة من قانون أوبنهايم الدولي . تشمل منشوراته الهامة الأخرى اكتساب الأراضي في القانون الدولي.

## الحياة الشخصية
تزوج من كريستين بينيت ، وله ابن وابنتان و 9 أحفاد.